# والنتین دپتی
والنتین دپتی (انگلیسی: Valentín Depietri؛ زادهٔ ۳۱ اکتبر ۲۰۰۰) بازیکن فوتبال است.